# Alexandre Hountondji
Pour les articles homonymes, voir Hountondji.
 (mars 2024).
La mise en forme du texte ne suit pas les recommandations de Wikipédia : il faut le « wikifier ».
Les points d'amélioration suivants sont les cas les plus fréquents. Le détail des points à revoir est peut-être précisé sur la page de discussion.
- Les titres sont pré-formatés par le logiciel. Ils ne sont ni en capitales, ni en gras.
- Le texte ne doit pas être écrit en capitales (les noms de famille non plus), ni en gras, ni en italique, ni en « petit »…
- Le gras n'est utilisé que pour surligner le titre de l'article dans l'introduction, une seule fois.
- L'italique est rarement utilisé : mots en langue étrangère, titres d'œuvres, noms de bateaux, etc.
- Les citations ne sont pas en italique mais en corps de texte normal. Elles sont entourées par des guillemets français : « et ».
- Les listes à puces sont à éviter, des paragraphes rédigés étant largement préférés. Les tableaux sont à réserver à la présentation de données structurées (résultats, etc.).
- Les appels de note de bas de page (petits chiffres en exposant, introduits par l'outil «  Source ») sont à placer entre la fin de phrase et le point final[comme ça].
- Les liens internes (vers d'autres articles de Wikipédia) sont à choisir avec parcimonie. Créez des liens vers des articles approfondissant le sujet. Les termes génériques sans rapport avec le sujet sont à éviter, ainsi que les répétitions de liens vers un même terme.
- Les liens externes sont à placer uniquement dans une section « Liens externes », à la fin de l'article. Ces liens sont à choisir avec parcimonie suivant les règles définies. Si un lien sert de source à l'article, son insertion dans le texte est à faire par les notes de bas de page.
- La présentation des références doit suivre les conventions bibliographiques. Il est recommandé d'utiliser les modèles {{Ouvrage}}, {{Chapitre}}, {{Article}}, {{Lien web}} et/ou {{Bibliographie}}. Le mode d'édition visuel peut mettre en forme automatiquement les références.
- Insérer une infobox (cadre d'informations à droite) n'est pas obligatoire pour parachever la mise en page.

Pour une aide détaillée, merci de consulter Aide:Wikification.
Si vous pensez que ces points ont été résolus, vous pouvez retirer ce bandeau et améliorer la mise en forme d'un autre article.
Jean-Alexandre Hountondji est un homme politique béninois. Il est ancien ministre dans le gouvernement de Boni Yayi et aussi député de la 2e législature sur la liste du parti politique béninois RDL Vivoten.

## Biographie

### Enfance et formations
Jean-Alexandre Hountondji est spécialiste de médecine interne et de santé publique.

#### Carrière
Jean-Alexandre Hountondji travaille dans l’administration publique béninoise. Il a été le directeur départemental de la santé de la région littorale Atlantique.
Jean-Alexandre Hountondji est député de la 2e législature du Bénin. Hormis cela, il est dans le gouvernement de Boni Yayi, ministre chargé des relations avec les institutions puis conseiller politique du chef de l’État. En 2016, étant en désaccord avec Boni Yayi pour le choix de Lionel Zinsou comme candidat de la majorité, il rompt toute relation avec ce dernier et se présente aux élections présidentielles, dont Patrice Talon sort vainqueur. 

## Démêles avec la justice béninoise
Jean-Alexandre Hountondji fait partie de la coalition qui porte au pouvoir Patrice Talon dont il devient un farouche opposant. Il est l'un des fondateurs du mouvement « 5 ans, c’est 5 ans » initié à la veille de la présidentielle d’avril 2021. Au lendemain de ladite élection, il est arrêté avec certains de ces amis pour terrorisme et atteinte à la sûreté de l’État, des faits requalifiés en « adhésion à une attente en vue de commettre un acte terroriste pour déstabiliser les institutions de la Nation ». Après quelques mois de détention, Jean-Alexandre Hountondji et ses amis sont remis en liberté le mercredi 27 octobre 2021,,,,,,,,,,,[pertinence contestée].